# Dial (cônsul em 262/266)
Dial (em latim: Dialis) foi um oficial romano do século III, ativo no reinado do imperador Póstumo (r. 260–269). Em 262/266, foi cônsul posterior com Basso no Império das Gálias. Seu nome não é registrado nos Fastos Consulares.